# 威卡坦克 (新澤西州)
威卡坦克（英語：Wickatunk）是位於美國新澤西州蒙茅斯縣的非建制地區。

## 歷史
威卡坦克的郵局自1879年營運至今。

## 地理
威卡坦克所處的海拔為高於海平面53米（即174英呎），而該地所採用的時區為UTC-5，即北美东部时区（EST）。同時該地設有夏令時間，為UTC-5調快一小時，即UTC-4（EDT）。